# جان اسمال
جان اسمال (انگلیسی: John Small؛ ۱۳ مارس ۱۷۲۶ – ۱۷ مارس ۱۷۹۶ (۷۰ ساله)) یک افسر ارتش بریتانیا بود که نقش کلیدی در پرورش و رهبری هنگ ۸۴ پیاده (مهاجران سلطنتی کوهستانی) در طول جنگ انقلاب آمریکا ایفا کرد. پس از جنگ، او با بسیاری از مردان هنگ ۸۴ در شهرک داگلاس، شهرستان هانتس، نوا اسکوشیا ساکن شد. او بعداً به بریتانیا بازگشت. او به عنوان فرماندار ستوان گرنزی منصوب شد و به درجه سرلشکری ارتقا یافت و از سال ۱۷۹۳ تا زمان مرگش در سال ۱۷۹۶ خدمت کرد.
اسمال به عنوان یکی از چهره‌های اصلی در نقاشی برجسته جان ترامبول، هنرمند آمریکایی، با عنوان «مرگ ژنرال وارن در نبرد بانکر هیل، ۱۷ ژوئن ۱۷۷۵» به تصویر کشیده شده است. نسخه‌هایی از این نقاشی در اوایل قرن نوزدهم تکمیل شدند. اسمال در حال منحرف کردن سرنیزه از جوزف وارن، که قبل از شروع خصومت‌ها دوست او بود، نشان داده شده است.